# Cúp các câu lạc bộ đoạt cúp bóng đá quốc gia châu Á 1993–94
Đội vô địch Cúp các câu lạc bộ đoạt cúp bóng đá quốc gia châu Á 1993–94, giải thi đấu bóng đá được tổ chức bởi AFC, được liệt kê bên dưới.

## Vòng Một
| Đội 1        | TTS      | Đội 2                     | Lượt đi | Lượt về |
| ------------ | -------- | ------------------------- | ------- | ------- |
| Al Wahda     | 2-4      | Al Qadisiya               | 1-0     | 1-4     |
| New Radiant  | 5-0      | Youth League Club         | 3-0     | 2-0     |
| Persepolis   | 2-2 (a)  | Al Salmiya                | 0-1     | 2-1     |
| Al Arabi     | (w/o)1   | Al Nasr                   |         |         |
| Nissan       | 6-0      | Philippine Air Force F.C. | 5-0     | 1-0     |
| Cảng Sài Gòn | (w/o)2   | Sarawak                   |         |         |
| East Bengal  | 6-4      | Al Zawraa                 | 6-2     | 0-2     |
| South China  | 2-1      | Dalian                    | 2-0     | 0-1     |
| Mohammedan   | miễn đấu |                           |         |         |
| Semen Padang | miễn đấu |                           |         |         |

1 Al Nasr bỏ cuộc 

2 Sarawak bỏ cuộc

## Vòng Hai
| Đội 1        | TTS      | Đội 2        | Lượt đi | Lượt về |
| ------------ | -------- | ------------ | ------- | ------- |
| Mohammedan   | N/P1     | New Radiant  | 8-0     |         |
| Semen Padang | 2-1      | Cảng Sài Gòn | 1-0     | 1-1     |
| East Bengal  | 1-5      | South China  | 0-1     | 1-4     |
| Al Qadisiya  | miễn đấu |              |         |         |
| Persepolis   | miễn đấu |              |         |         |
| Al Arabi     | miễn đấu |              |         |         |
| Nissan       | miễn đấu |              |         |         |

1 New Radiant được tham gia tứ kết;không rõ lý do

## Tứ kết
| Đội 1        | TTS      | Đội 2       | Lượt đi | Lượt về |
| ------------ | -------- | ----------- | ------- | ------- |
| Al Qadisiya  | (w/o)1   | New Radiant |         |         |
| Persepolis   | 2-3      | Al Arabi    | 1-1     | 1-2     |
| Semen Padang | 2-12     | Nissan      | 2-1     | 0-11    |
| South China  | miễn đấu |             |         |         |

1 New Radiant bỏ cuộc

## Bán kết
| Đội 1       | TTS    | Đội 2       | Lượt đi | Lượt về |
| ----------- | ------ | ----------- | ------- | ------- |
| Al Arabi    | 1-2    | Al Qadisiya | 1-1     | 0-1     |
| South China | (w/o)1 | Nissan      |         |         |

1 Nissan bỏ cuộc

## Chung kết
| Đội 1       | TTS | Đội 2       | Lượt đi | Lượt về |
| ----------- | --- | ----------- | ------- | ------- |
| South China | 2–6 | Al-Qadisiya | 2–4     | 0–2     |

### Lượt đi
| South China | 2 – 4 | Al-Qadisiya |
| ----------- | ----- | ----------- |
|             |       |             |

### Lượt về
| Al-Qadisiya | 2 – 0 | South China |
| ----------- | ----- | ----------- |
|             |       |             |

## Đội vô địch
| Cúp các câu lạc bộ đoạt cúp bóng đá quốc gia châu Á 1993–1994 Al-Qadisiya Danh hiệu đầu tiên |